# 스페키아

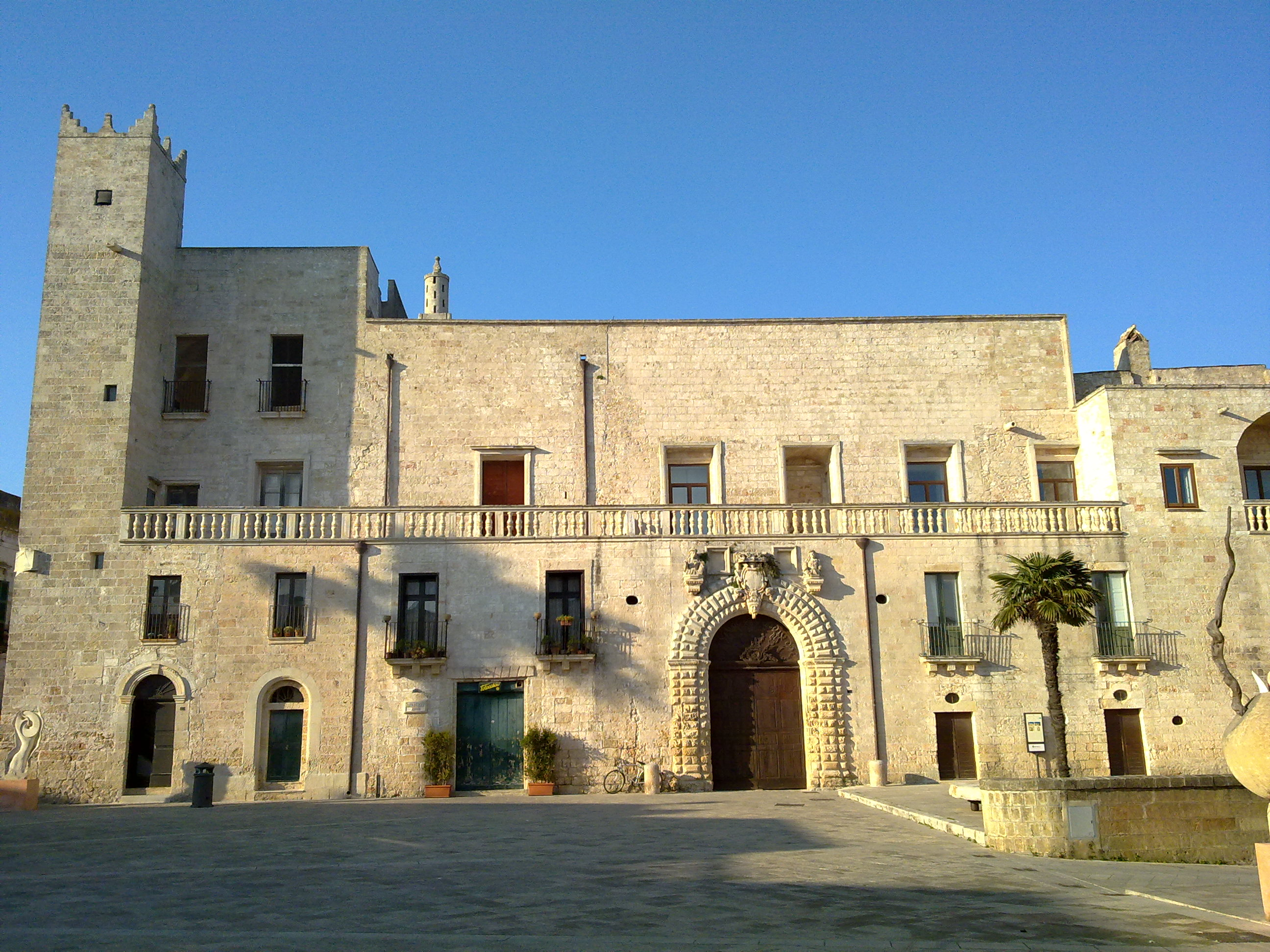
스페키아 리솔로 궁전(Palazzo Risolo)

스페키아(이탈리아어: Specchia)는 이탈리아 풀리아주 레체도에 위치한 코무네로 면적은 24.74km2, 높이는 131m, 인구는 4,912명(2010년 12월 31일 기준), 인구 밀도는 200명/km2이다.

## 자매 도시
- 폴란드 부스코즈드루이
- 헝가리 시게트센트미클로시